# Ludy aloro-pantarskie
Ludy aloro-pantarskie – grupa ludów zamieszkających wyspy Alor i Pantar (na północ od Timoru) w południowo-wschodniej Indonezji. Należą do nich m.in.: Abui, Blagar, Woisika, Kabola, Kafoa, Kui, Kelon, Kolana, Lamma, Nedebang, Tanglapui, Tewa. Są potomkami autochtonicznej ludności wschodniej Indonezji, poddanej wpływom kulturowym Austronezyjczyków.
Ich populacja wynosi 170 tys. osób. W większości są chrześcijanami, choć są wśród nich również muzułmanie wyznania sunnickiego. Zamieszkują przede wszystkim górzyste wnętrza wysp. Grupy w rejonie nadbrzeżnym (jak np. Kui i Blagar) wyznają islam. Ich głównym zajęciem jest ręczne rolnictwo tropikalne. Uprawiają kukurydzę, ryż suchy, rośliny korzeniowe i bulwiaste oraz banany. Istotną rolę odgrywa łowiectwo. Kultura materialna nie została dobrze poznana. Organizacja społeczna opiera się na rodach patrylinearnych.
Posługują się językami aloro-pantarskimi, które stanowią grupę odrębną od języków austronezyjskich (przeważających w regionie). Języki alor-pantar są spokrewnione z kilkoma językami Timoru Wschodniego, tworząc z nimi rodzinę języków timor-alor-pantar. Ich klasyfikacja zewnętrzna nie została dobrze ustalona. Część propozycji lokuje je w ramach rodziny transnowogwinejskiej (jednakże hipoteza ta nie została do końca potwierdzona), a dawniej postulowano ich związek z językami północnohalmaherskimi. Współcześnie języki regionu są wypierane przez języki malajski alorski i indonezyjski, które dominują w handlu, edukacji i administracji.
Alorczycy to odrębna grupa etniczna, posługująca się językiem alorskim z rodziny austronezyjskiej.